# Ciclone de 1941
O ciclone de 1941 (também conhecida como a tempestade de inverno de 1941 foi uma forte tempestade de inverno que teve origem numa vasta depressão centrada a oeste da Irlanda mas abrangendo a sua influência à Europa Ocidental e a Península Ibérica. Poucas horas depois gerou uma forte tempestade de Inverno, que afetou uma vasta área de Portugal e metade do Noroeste da Península Ibérica. O resultado de situações de carácter local, de dimensão espacial e temporal curta, esteve associada a forte instabilidade vertical da troposfera e as consequentes células nebulosas de grande desenvolvimento vertical (caso de tornados e downbursts, ou se generalizaram a uma área mais vasta, durante várias horas.

## História meteorológica

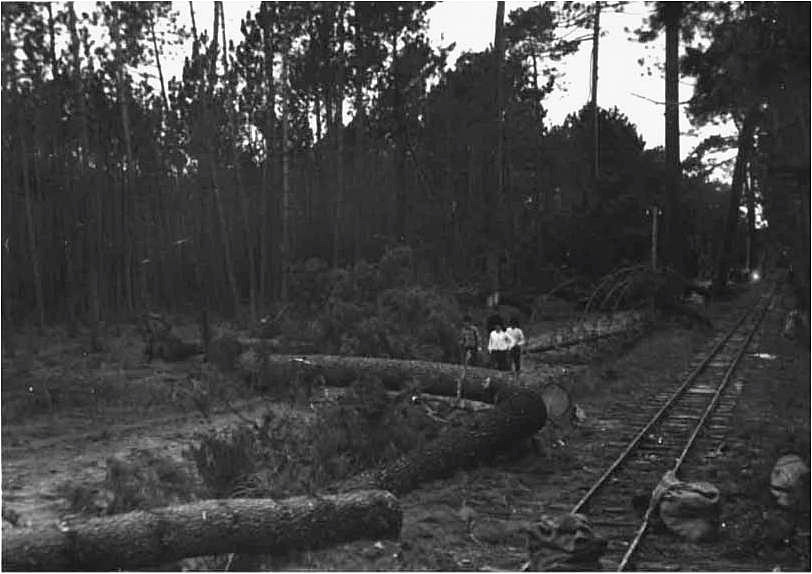
Tempestade de Inverno de 1941 na Marinha Grande, e no Pinhal do Rei, em Portugal

A tempestade teve origem em 14 de fevereiro de 1941 numa vasta depressão, com 980 hPa no centro (à superfície) centrada a oeste da Irlanda mas abrangendo a sua influência à Europa Ocidental e a Península Ibérica, sob a forma de uma corrente perturbada de oeste, em regime de circulação vertical. A corrente de jato, na alta troposfera (300 hPa) apresentava as maiores velocidades de 230-240 km/h, entre os 35º e os 40º de latitude Norte, sobre os Açores.
Umas horas depois às 00h do dia 15, a área de baixa pressão sofre uma amplificação de uma ondulação ciclónica do fluxo em altitude (geopotencial a 500 hPa) gera uma onda baroclínica entre os Açores e a Península Ibérica que, em função do forte dinamismo do ar polar (de origem gronelandesa) no flanco ocidental do vale, e da intensificação da convergência nos níveis baixos e médios da troposfera do flanco oriental do vale (por aumento da vorticidade ciclónica), desencadeia  um processo de forte ciclogénese no Atlântico a Oeste de Portugal Continental.  Ao início da tarde (12h UTC) do dia 15, verifica-se um aumento da ondulação em amplitude vertical, intensificando fortemente sobre Portugal Continental e Atlântico adjacente, e resulta uma ciclogénese, que assume características de ciclogénese explosiva.  Por definição, uma situação de ciclogénese é denominada de explosiva quando a pressão atmosférica desce, pelo menos, 1 hPa por hora durante um período de 24 horas (para a latitude de 60º, pode o valor da descida de pressão ser ligeiramente menor para 40º de latitude). As tempestuosas velocidades de vento (de nascente) observadas são decorrentes da conjugação de forte actividade ciclogénica com a aproximação e passagem de uma superfície frontal fria muito activa. Ao longo da tarde o centro da perturbação frontal, na sua rota para nordeste, e ainda em fase de cavamento, localiza-se às 18h UTC sobre o noroeste de Portugal e Galiza, com uma pressão mínima à superfície de 950 hPa. Porém, decorridas apenas algumas horas, na fase do rápido enchimento, às 00h UTC do dia 16 de fevereiro, o centro da perturbação já se encontra perto da Bretanha e significativamente menos profunda (975hPa à superfície) e cavada, fazendo  parte integrante de uma vasta depressão complexa atlântica, situação normal e frequente nesta altura do ano a estas latitudes.

## Efeitos da tempestade
Em Portugal destaca-se o elevado número de vítimas mortais, superior a uma centena, e o número indefinido de feridos. Muitas das vítimas mortais, em especial, em Lisboa, Alhandra, Sesimbra, Alhos Vedros terão sido por afogamento devido a inundações que ocorreram nas áreas ribeirinhas.  Estas inundações terão resultado da conjugação de múltiplos fatores, destacando-se, entre eles, a sobreelevação do nível do mar ou maré de tempestade.  Esta sobreelevação refere-se à subida temporária do nível do mar resultante da existência de condições meteorológicas anómalas, nomeadamente de variações no campo da pressão  atmosférica e/ou da ação de ventos fortes e prolongados.
Também se assinalaram vários cortes nos caminhos-de-ferro, motivados por acidentes, alguns dos quais com vítimas mortais (ex. Lamarosa/Coimbra: choque de comboios com 2 vitimas mortais; entre Travagem e Leandro/Minho, devido à queda de uma árvore, 3 mortes). A rede viária e elétrica foi, também, afetada principalmente devido à queda de árvores. Centenas de embarcações ter-se-ão afundado e os estragos a nível de floresta foram de centenas de milhares de árvores arrancadas.
Na cultura popular ficou conhecido como o ano de quarenta e um, o dia que o vento levou tudo pela frente e não ficou telhado algum onde o vento não mexeu.
Do ponto de vista da resposta do regime a este desastre natural, esta foi levada a cabo através do Subsecretariado de Estado da Assistência Social, que presidiu à Comissão Nacional de Socorros às Vítimas do Ciclone. Esta comissão foi formada por iniciativa governamental, tendo como objectivo acudir às necessidades das pequenas economias familiares arruinadas pela catástrofe, nomeadamente no que era respeitante às necessidade de alimentação, de recuperação das suas casas e instrumentos de trabalho. Para recolher fundos, foi desenhada, pelo Estado Novo, uma campanha de propaganda através da Emissora Nacional e de alguns jornais, como o Diário de Notícias. Esta foi uma das primeiras contribuições do então recém-criado Subsecretariado de Estado da Assistência Social como coordenador da política social do Estado Novo.

## Leitura complementar
- Dias, José (2007) - “Histórias e Lendas da Minha Aldeia- Cabeça”, O Ciclone de 1941, p. 175, Gouveia